# Jan de Lange
Johannes Hendrikus (Jan) de Lange (Rotterdam, 15 november 1960 – omgeving van Heemstede op 12 mei 2014) was een Nederlands ondernemer en veroordeeld moordenaar.
Hij groeide met een oudere broer op in Rotterdam en Haarlem en bezocht daar het Stedelijk Gymnasium. Na zijn middelbare school studeerde hij bedrijfseconomie aan de Erasmus Universiteit in Rotterdam. Zijn eerste zakelijke succes was MAEX Innovatie & Exploitatie waarvan hij directeur-eigenaar was.
De Lange was ook op andere terreinen een zeer succesvol ondernemer. Zijn parkeergarages en parkeerterreinen (het bedrijf heet P1), callcenter en uitzendbureau maakten hem miljonair.
In 2008 kwam De Lange opiniepeiler Maurice de Hond te hulp in wat de "Deventer moordzaak" is gaan heten. De Lange was net als Maurice de Hond van mening dat een onschuldige man voor de moord op een weduwe in Deventer was veroordeeld. In NRC Handelsblad stelde De Lange dat documenten waren "vervalst" en feiten waren "verdraaid", iets dat hij zei te herkennen uit zijn echtscheidingszaak. 
De Lange financierde de website "geenonschuldigenvast". Toen Maurice de Hond het door de rechter opgelegde verbod om nog langer te beweren dat iemand die hij met naam en toenaam noemde de werkelijke dader van de moord in Deventer was geweest was het De Lange die de verbeurde dwangsom betaalde.
Op Tweede Paasdag 2010 belde De Lange zelf de politie in zijn woonplaats Wassenaar met de mededeling dat in zijn huis iets ergs was gebeurd. De politie vond daar het lijk van De Langes tweede vrouw. De ondernemer werd gearresteerd en vervolgd. In eerste aanleg werd hij schuldig bevonden aan moord en tot vijf jaar gevangenisstraf en tbs veroordeeld. In hoger beroep werd dat vonnis van de rechtbank vernietigd. Het gerechtshof legde daarop wel een gevangenisstraf op maar geen tbs.
Het hof volgde de verdediging en accepteerde dat de verdachte tijdens de moord in een toestand van "psychotische depressie" verkeerde. Omdat de verdachte door shocktherapie was genezen, was tbs niet langer nodig.
De Lange maakte zelf een einde aan zijn leven.
Hij liet drie kinderen na, een zoon en twee dochters, geboren uit zijn eerste relatie. Het tweede, in 2010 gesloten huwelijk bleef kinderloos.